# Valetta Swann
Anna Valetta Hayman-Joyce  (Eastbourne, Reino Unido, 1904 – Ciudad de México, 1973) fue una pintora, muralista y escultora inglesa, conocida por su arte relacionado con la vida rural e indígena en México y Estados Unidos. Conocida como Valetta Swann, por el apellido de su primer marido, Edric Swann, inició su carrera artística en su país y la continuó en Estados Unidos y México, donde, en 1945, hizo su primera exposición individual. Hizo más de cincuenta exposiciones entre México, Estados Unidos y Europa. 

## Biografía
Desde muy pequeña mostró interés y talento por el dibujo y la pintura a pesar de la oposición de su madre a que desarrollará su vocación. En 1920 logró tomar clases de pintura con una maestra llamada Helen Urquhart, y continuó en una escuela de arte local en 1927, cuando se casó con Edric Swann. Luego se formó en la Warwick Art School y en la Central Art School, ambas en Londres.
En 1930, se separó de Swann y abandonó la pintura hasta 1933. A mediados de la década de 1930 viajó por Francia, Italia, Grecia, Rusia, los Balcanes y Europa Central. Conoció a su segundo marido, el reconocido antropólogo Bronislaw Malinowski. En 1939, la pareja se mudó a Estados Unidos, donde él fue invitado a enseñar en la Universidad Yale. Su investigación los llevó a zonas indígenas de ese país y a México. Swann colaboró con dibujos y fotos en sus textos como el estudio de los sistemas de mercado de Oaxaca. Al enviudar en 1942, ella se instaló en Ciudad de México. Quedó fascinada por el mundo indígena mexicano, que pasó a ser su fuente de inspiración.
Murió en esta ciudad en 1973, dejando muchos de los papeles de Malinowski a sus tres hijas del primer matrimonio.

## Trayectoria
En la década de 1930, comenzó a exponer su obra en Europa, sobre todo en la Galería Wertheim de Londres y la Galería Zak de París. Su primera exposición en México fue en el Palacio de Bellas Artes de la Ciudad de México en 1945, que concitó gran interés. Hizo más de cincuenta exposiciones individuales en México, Estados Unidos y Europa. Además, participó en exposiciones colectivas como la de los 12 pintores de México en la Velentin Gallery de Zúrich (Suiza).
Creó varios murales como Sinfonía cósmica (1960) y Las delicias (1964), creada para el Museo Nacional de Antropología en Ciudad de México, así como esculturas de bronce como Torso de mujer (1960). 
El trabajo de Swann fue reconocido incorporándola como miembro del Salón de la Plástica Mexicana de México, institución que promociona el arte contemporáneo mexicano.

## Obra
Swann es conocida por sus representaciones de la vida rural e indígena en México, vinculando sus valores tradicionales con sus valores pictóricos.
De su obra primitiva mexicana destacan distintas series de temas relacionados con la vida rural en pequeños poblados y en las fiestas tradicionales. Su arte evolucionó al conocer la obra de los mexicanos David Alfaro Siqueiros, Dr. Atl y Francisco Goitia, entre otros.
A su segunda etapa creativa de madurez artística pertenecen Sinfonía cósmica, inspirada por la conjunción de mitología, historia y tradiciones del Popol Vuh (libro sagrado del pueblo maya), y Las delicias, sobre de la vida cotidiana de las campesinas. Siempre representaba a las mujeres con traje de uso diario.
Explicó cómo era su idea del arte:

Pinto por una necesidad interior, biológicamente determinada. La pintura es una expresión espontánea de la naturaleza humana, como la fe o la lucha por un ideal"

"Es una actividad creadora de valores artísticos, en perfecta armonía con la naturaleza, que se logra por la inspiración, la fantasía, las leyes de luz y sombra y las normas.y la técnica.

Su obra fue reconocida por sus colegas artistas mexicanos. El museólogo y escritor Carlos Pellicer calificó su obra como un «caso de fusión espiritual» y que «descubrió el alma indígena de México».
Para su primera exposición en México, Diego Rivera escribió: El uso del color dividido que logra con perspicacia y sensibilidad es una de las cualidades de su obra que debe esforzarse por conservar. En 1950, el también artista mexicano Dr. Atl señaló Esta artista es esencialmente luminista, porque pinta con luz, no a la manera de los puntillistas o los futuristas, sino más bien según su propio entendimiento, creando auténticas sensaciones vibratorias en el espectador.

### Murales
- Sinfonía cósmica (1960), mural, colección privada, México [6]
- Las delicias (1964), mural, Museo Nacional de Antropología, Ciudad de México, México [7]